# Copa Mundial de Fútbol Sub-20 de 2007
La Copa Mundial Sub-20 de la FIFA Canadá 2007 (en inglés: FIFA U-20 World Cup Canada 2007) fue la XVI edición de la Copa Mundial de Fútbol Sub-20, aunque fue la primera realizada con dicho nombre. Esta versión del torneo se realizó en Canadá, entre el 30 de junio y el 22 de julio de 2007, siendo la primera oportunidad en que dicho país organiza una copa mundial de este deporte, el que además se convirtió en el mayor evento de un solo deporte realizado en dicha nación.
Para este torneo, más de cien selecciones asociadas a la FIFA participaron en las rondas clasificatorias realizadas por cada una de las confederaciones continentales existentes. De estos equipos, 24 participaron en la fase final del torneo.  El campeonato, que se inició el 30 de junio, estuvo compuesto de dos fases: en la primera, se conformaron 6 grupos de 4 equipos cada uno, avanzando a la siguiente ronda los dos mejores de cada grupo y los cuatro mejores equipos que terminaron en el tercer lugar de su grupo.
Los 16 equipos clasificados se enfrentaron en partidos eliminatorios hasta que los dos finalistas, Argentina y la República Checa, disputaron el partido decisivo en el BMO Field de Toronto, el 22 de julio. Argentina derrotó por 2:1 al combinado checo y se coronó campeón de este torneo por sexta vez en su historia. En tanto, Chile obtuvo el tercer lugar al derrotar por 1:0 a Austria, que obtuvo la cuarta posición.
El 28 de junio de 2007, dos días antes del partido inaugural, se informó de que 950.000 entradas se habían vendido, por lo que es el mayor evento de toda la historia de un solo deporte que tiene lugar en el país, y el 3 de julio, los organizadores del torneo informaron que vendieron ya un millón de entradas. El 19 de julio, en el partido de semifinales entre Chile y Argentina, las entradas que se vendieron para ese partido convirtieron a Canadá 2007 en la edición más concurrida en la historia del torneo, con una asistencia acumulada de 1.156.187 espectadores, superando a México 1983 que era la más concurrida del momento hasta ese entonces con 1.155.160 espectadores. La asistencia final fue de 1.195.299 espectadores.

## Sedes
Para el torneo fueron habilitados 6 estadios en seis ciudades a lo largo de todo el país. Debido a la poca importancia del fútbol profesional en el país, muchos de estos estadios carecían de los requisitos para realizar el evento, por lo que debieron ser completamente remodelados.
Dentro de los estadios seleccionados se cuenta el nuevo BMO Field, sede de la final del torneo y que debido a la prohibición por la FIFA del uso de nombres publicitarios se denomina "Estadio Nacional de Canadá" durante la realización del evento, el Estadio Olímpico de Montreal construido para las Olimpiadas de 1976, y el Estadio de la Mancomunidad de Edmonton, el de mayor capacidad de todo el país.
| Canadá                  | Canadá              | Canadá               | Canadá   |
| ----------------------- | ------------------- | -------------------- | -------- |
|                         | Victoria            | Burnaby              | Edmonton |
| Royal Athletic Park     | Swangard Stadium    | Commonwealth Stadium |          |
| Capacidad: 14,500       | Capacidad: 10,000   | Capacidad: 60,081    |          |
|                         |                     |                      |          |
| Toronto                 | Ottawa              | Montreal             |          |
| National Soccer Stadium | Frank Clair Stadium | Stade Olympique      |          |
| Capacidad: 20,195       | Capacidad: 26,559   | Capacidad: 66,308    |          |
|                         |                     |                      |          |

## Equipos participantes
Además del anfitrión Canadá, 23 equipos clasificaron a la fase final del torneo a través de los torneos realizados por cada una de las seis confederaciones.
- Cuatro equipos asiáticos clasificaron en el Campeonato Juvenil de la AFC 2006, realizado en India, entre el 29 de octubre y el 12 de noviembre de 2006.
- Cuatro equipos africanos clasificaron en el Campeonato Juvenil Africano 2007, realizado en la República del Congo, entre el 21 de enero y el 3 de febrero de 2007.
- Cuatro equipos norteamericanos clasificaron en el Torneo Sub-20 de la Concacaf 2007, realizado en dos grupos. El primero fue disputado en Panamá entre el 17 y el 21 de enero de 2007, y el segundo en México, entre el 21 y el 25 de febrero siguiente.
- Cuatro equipos sudamericanos clasificaron en el Campeonato Sudamericano Sub-20 de 2007 disputado en Paraguay, entre el 7 y el 28 de enero de 2007
- Un representante de Oceanía, correspondiente al campeón del Campeonato Sub-20 de la OFC 2007 realizado en Auckland, Nueva Zelanda, entre el 20 de enero y el 1 de febrero de 2007.
- Seis representantes europeos clasificaron en el Campeonato Europeo de la UEFA Sub-19 2006 disputado en Polonia, entre el 18 y el 29 de junio de 2006.

Los 24 equipos fueron posteriormente separados en seis grupos tras celebrar un sorteo realizado el 3 de marzo de 2007 en el Liberty Grand Entertainment Complex de Toronto.
| Clasificatorias | Clasificatorias | Clasificatorias | Clasificatorias | Clasificatorias | Clasificatorias |
| --------------- | --------------- | --------------- | --------------- | --------------- | --------------- |
| CAF             | AFC             | UEFA            | Concacaf        | OFC             | Conmebol        |

| Equipos participantes | Equipos participantes | Equipos participantes | Equipos participantes |
| --------------------- | --------------------- | --------------------- | --------------------- |
| Argentina             | Corea del Norte       | Gambia                | Panamá                |
| Austria               | Corea del Sur         | Japón                 | Polonia               |
| Brasil                | Costa Rica            | Jordania              | Portugal              |
| Canadá                | Escocia               | México                | República Checa       |
| Chile                 | España                | Nigeria               | Uruguay               |
| Congo                 | Estados Unidos        | Nueva Zelanda         | Zambia                |

## Árbitros
| Confederación | Árbitro                  | Asistentes                                       |
| ------------- | ------------------------ | ------------------------------------------------ |
| AFC           | Subkhiddin Mohd Salleh   | Thanom Borikut Mu Yuxin                          |
| AFC           | Ravshan Irmatov          | Abdukhamidullo Rasulov Bahadyr Kochkarov         |
| CAF           | Mohamed Benouza          | Amar Talbi Mazari Kerai                          |
| CONCACAF      | Steven Depiero           | Héctor Vergara Joe Fletcher                      |
| CONCACAF      | Joel Aguilar             | Roberto Giron Daniel Williamson                  |
| CONCACAF      | Germán Arredondo         | Héctor Delgadillo Francisco Pérez                |
| CONCACAF      | Enrico Wijngaarde        | Anthony Garwood Ricardo Morgan                   |
| CONCACAF      | Terry Vaughn             | Chris Strickland George Gansner                  |
| CONMEBOL      | Hernando Buitrago        | Abraham González Rafael Rivas                    |
| OFC           | Peter O'Leary            | Brent Best Kaloata Chilia                        |
| UEFA          | Howard Webb              | Mike Mullarkey Darren Cann                       |
| UEFA          | Wolfgang Stark           | Jan-Hendrik Salver Volker Wezel                  |
| UEFA          | Viktor Kassai            | Gábor Erős Tibor Vámos                           |
| UEFA          | Alberto Undiano Mallenco | Fermín Martínez Ibáñez Juan Carlos Yuste Jiménez |
| UEFA          | Martin Hansson           | Stefan Wittberg Henrik Andrén                    |

## Desarrollo

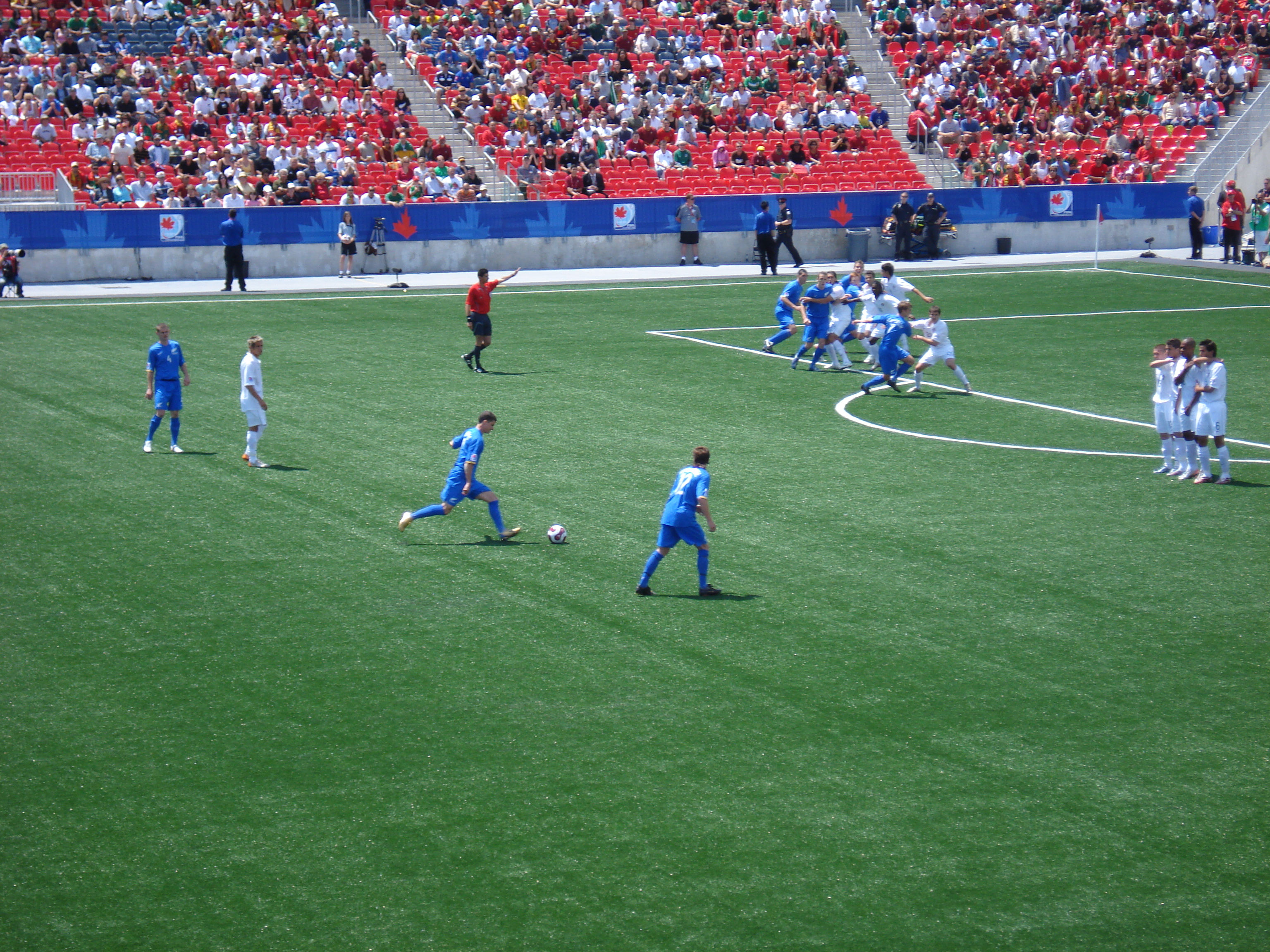
Tiro libre de en su partido ante, durante la primera fase del torneo.

La primera fase del torneo no tuvo grandes sobresaltos, puesto que clasificaron todos los favoritos dentro de los que se encontraban Argentina, España, México, Japón, Estados Unidos, Congo y Nigeria. Las únicas sorpresas serían el bajo desempeño de Brasil (que clasificó apenas como cuarto de los cuatro mejores terceros), la eliminación de los campeones continentales Escocia y Corea del Norte. Finalmente, Canadá no logró tener un buen resultado como local, terminando la ronda sin puntos y en el último lugar de las estadísticas, dejando paso para la fase siguiente a Chile, que lideró su grupo, Austria y Congo.
En los octavos de final, España eliminó a Brasil por 4:2 mientras que la República Checa pasó a la siguiente etapa remontando el marcador al anotar dos penales en menos de cinco minutos para luego pasar a la prórroga y a la tanda de penales donde superaría al combinado japonés. Sin embargo, sería en la ronda de los ocho mejores donde ocurrirían los eventos inesperados: los austríacos derrotaron a Estados Unidos por 2:1, mientras que los checos llegaron hasta semifinales al vencer nuevamente en la ronda de los doce pasos, esta vez ante España, y Chile dejaría en el camino a Nigeria los que por ese entonces eran los vicecampeones vigentes, luego de anotar cuatro goles en la prórroga. Argentina, con el solitario gol de Maximiliano Morález sería el último de los cuatro semifinales.
La República Checa llegó por primera vez a la final de este torneo al anotar dos goles ante sus vecinos austríacos. Por otro lado, un áspero duelo sudamericano enfrentó a chilenos y argentinos. El encuentro, que tuvo algunas polémicas debido a la actuación del juez Wolfgang Stark, finalizó con la victoria de Argentina sobre Chile por 3 a 0. En este partido la Argentina quebró la marca de 492 minutos sin anotaciones en contra que ostentaba el joven arquero chileno Cristopher Toselli. Chile finalmente alcanzaría el tercer lugar luego de derrotar a Austria tras el gol de Hans Martínez.
En la final, Argentina se enfrentó a la República Checa. En el primer tiempo, los europeos lograron acercarse peligrosamente al área rival sin concretar. En la segunda etapa, Argentina mejoró y retomó las riendas del partido. Sin embargo, Martin Fenin anotaría a los 60' el primer tanto del partido, tras lo cual los sudamericanos reaccionarían y Sergio Agüero (que al final se convertiría en el goleador y mejor jugador del evento) dejaría igualado el marcador. Con el 1:1, Argentina continuó atacando pero no lograba batir al guardameta checo. Cuando parecía que la prórroga sería inminente, Mauro Zárate marcaría el segundo gol argentino y sentenciaría el partido. Así, Argentina logró por sexta vez en su historia el máximo trofeo juvenil de fútbol después de las conquistas de 1979, 1995, 1997, 2001 y 2005, siendo así el quinto título que gana la selección sudamericana en las últimas siete ediciones del torneo.

### Incidentes
Tras el partido entre Chile y Argentina durante las semifinales del 19 de julio de 2007, en el que hubo incluso intentos por parte de algunos chilenos de increpar al árbitro Wolfgang Stark, un incidente inédito en la historia del fútbol se produjo entre la selección chilena y la policía de la ciudad de Toronto. Estos incidentes terminaron con nueve jugadores de La Rojita siendo aprehendidos momentáneamente por la policía mientras se denunciaba un ataque injustificado por la policía.
Cerca de las 22:22 hora local, los jugadores comenzaron a ascender al bus para retirarse del estadio ante lo cual algunos jugadores intentaron saludar y firmar autógrafos a algunos fanáticos colocados a 50 metros de distancia. A pesar de la oposición del cuerpo de Seguridad dispuesto por la FIFA, Arturo Vidal, Gary Medel e Isaías Peralta traspasaron el cerco policial para saludar a los hinchas.  Allí, Peralta fue atacado con un arma de electrochoque por la policía que lo dejaría inconsciente mientras era golpeado, tras lo cual algunos jugadores reaccionaron a la situación.

Fuimos a hablar con los hinchas. Tuvimos una discusión, porque no nos dejaban pasar. De repente uno me apunta con una pistola, no sabía qué era, me lanzaron corrientes eléctricas. Me desmayé y cuando recuperé el conocimiento vi que diez policías me estaban pegando y tirándome ácido en la cara. Después me saqué algo que tenía incrustado en la espalda, pero los policías me lo quitaron y lo botaron para que no lo mostrara a la prensa
Isaías Peralta, futbolista chileno.

En ese momento, la policía redujo a más jugadores y a algunos dirigentes ante la supuesta presencia de miembros de la FIFA. Incluso intentaron llevar detenido a Cristián Suárez pero fueron detenidos en el intento por el presidente de la ANFP, Harold Mayne-Nicholls. Entonces, la policía lanzó gas lacrimógeno al bus, cerrando sus puertas para impedir que los jugadores salieran de este. Fue en ese instante cuando los seleccionados rompieron los vidrios del bus, en un intento por escapar del gas asfixiante. La policía procedió en esos instantes a detener a gran parte de los jugadores, los cuales fueron llevados a los camarines junto con los directivos nacionales. Algunos jugadores, como el lesionado Alexis Sánchez denuncian que allí continuaron siendo golpeados por efectivos de seguridad hasta que finalmente fueron liberados, a las 1:30 de la madrugada.
Diversos periodistas chilenos denunciaron también que la policía canadiense no les permitió grabar lo sucedido.
La versión anterior es rebatida por la policía canadiense, que afirma que los desmanes habrían comenzado producto de las agresiones del plantel chileno, ofuscado por el resultado adverso del partido, contra un rival argentino. La policía habría tratado de defender a él y a los árbitros, para lo cual debieron utilizar las armas de electrochoques y los gases lacrimógenos, ante los cuales Chile habría procedido a romper los vidrios del bus y lanzar objetos contundentes contra los uniformados, que procedieron a detener a los involucrados. Esta versión ha sido desmentida por los periodistas, quienes a pesar de ser encerrados por la misma policía canadiense para impedir su trabajo, pudieron captar imágenes de que no había hinchas argentinos en el lugar, y que los árbitros se habían retirado del estadio varios minutos antes de iniciarse los disturbios.
Al conocerse los incidentes, una ola de reacciones transversales se generaron en Chile. La Presidenta Michelle Bachelet reaccionó de inmediato ante lo que calificó "hechos sucedidos especialmente graves, porque la delegación chilena sufrió una agresión que era injustificada claramente". y encargó al canciller Alejandro Foxley el seguimiento del caso y el envío de una nota de protesta al gobierno canadiense.
Luego de varios meses de investigación por parte de la FIFA, se comprobó que la versión entregada por los jugadores, dirigentes y periodistas chilenos era la correcta, y se le devolvió a la ANFP los dineros que se retuvieron de los premios por el tercer lugar obtenido en la copa, los cuales habían sido consignados para pagar los eventuales daños provocados durante la gresca. Finalmente fue la Policía de la ciudad de Toronto la que debió correr con los gastos de los daños provocados esa noche.
A estos incidentes hay que sumarles los provocados por algunos de los jugadores argentinos, los cuales durante su celebración en el Westin Hotel de Toronto, utilizaron los mobiliarios del hotel (lámparas, teléfonos) como balones de fútbol. Fuentes del mismo hotel confirmaron que los daños provocados por los jugadores fueron pagados por el presidente de la AFA y vicepresidente de la FIFA, Julio Grondona.

## Resultados
- Los horarios corresponden a la hora de Toronto (UTC-4)

Leyenda: Pts: Puntos; PJ: Partidos jugados; PG: Partidos ganados; PE: Partidos empatados; PP: Partidos perdidos; GF: Goles a favor; GC: Goles en contra; Dif: Diferencia de goles.

## Primera fase

### Grupo A

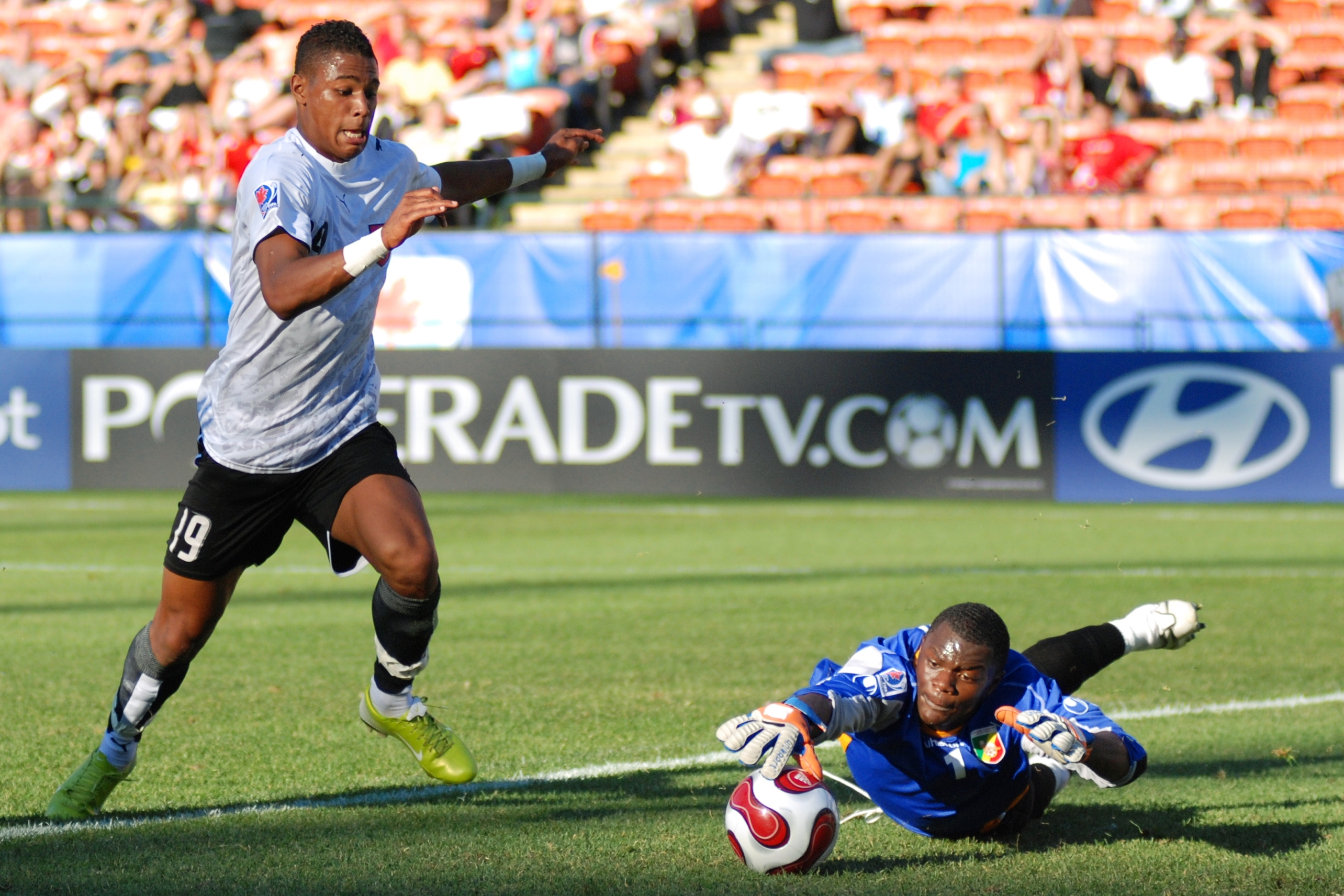
Rubin Okotie de Austria y Destin Onka Malonga del Congo en el Estadio Commonwealth en Edmonton el 2 de julio de 2007.

| Equipo  | Pts | PJ | PG | PE | PP | GF | GC | Dif |
| ------- | --- | -- | -- | -- | -- | -- | -- | --- |
| Chile   | 7   | 3  | 2  | 1  | 0  | 6  | 0  | 6   |
| Austria | 5   | 3  | 1  | 2  | 0  | 2  | 1  | 1   |
| Congo   | 4   | 3  | 1  | 1  | 1  | 3  | 4  | -1  |
| Canadá  | 0   | 3  | 0  | 0  | 3  | 0  | 6  | -6  |

| 1 de julio de 2007, 19:45 | Canadá | 0:3 (0:1) | Chile                                   | Estadio Nacional, Toronto                                                     |                                                                               |
|                           |        | Reporte   | Medina 25' · Carmona 54' · Grondona 81' | Asistencia: 19.526 espectadores Árbitro(s): Alberto Undiano Mallenco (España) | Asistencia: 19.526 espectadores Árbitro(s): Alberto Undiano Mallenco (España) |

| 2 de julio de 2007, 19:45 | Congo            | 1:1 (0:1) | Austria   | Estadio de la Mancomunidad, Edmonton                                    |                                                                         |
|                           | Ibara 59' (pen.) | Reporte   | Hoffer 7' | Asistencia: 19.899 espectadores Árbitro(s): Enrico Wijngaarde (Surinam) | Asistencia: 19.899 espectadores Árbitro(s): Enrico Wijngaarde (Surinam) |

| 5 de julio de 2007, 19:45 | Austria    | 1:0 (0:0) | Canadá | Estadio de la Mancomunidad, Edmonton                                     |                                                                          |
|                           | Okotie 47' | Reporte   |        | Asistencia: 31.579 espectadores Árbitro(s): Hernando Buitrago (Colombia) | Asistencia: 31.579 espectadores Árbitro(s): Hernando Buitrago (Colombia) |

| 5 de julio de 2007, 22:30 | Chile                                | 3:0 (0:0) | Congo | Estadio de la Mancomunidad, Edmonton                                     |                                                                          |
|                           | Sánchez 49' · Medina 75' · Vidal 82' | Reporte   |       | Asistencia: 30.352 espectadores Árbitro(s): Ravshan Irmatov (Uzbekistán) | Asistencia: 30.352 espectadores Árbitro(s): Ravshan Irmatov (Uzbekistán) |

| 8 de julio de 2007, 20:00 | Canadá | 0:2 (0:1) | Congo                     | Estadio de la Mancomunidad, Edmonton                                 |                                                                      |
|                           |        | Reporte   | Ngakosso 26' · Ikouma 60' | Asistencia: 32.058 espectadores Árbitro(s): Howard Webb (Inglaterra) | Asistencia: 32.058 espectadores Árbitro(s): Howard Webb (Inglaterra) |

| 8 de julio de 2007, 20:00 | Chile | 0:0     | Austria | Estadio Nacional, Toronto                                              |                                                                        |
|                           |       | Reporte |         | Asistencia: 19.526 espectadores Árbitro(s): Joel Aguilar (El Salvador) | Asistencia: 19.526 espectadores Árbitro(s): Joel Aguilar (El Salvador) |

### Grupo B
| Equipo   | Pts | PJ | PG | PE | PP | GF | GC | Dif |
| -------- | --- | -- | -- | -- | -- | -- | -- | --- |
| España   | 7   | 3  | 2  | 1  | 0  | 8  | 5  | 3   |
| Zambia   | 4   | 3  | 1  | 1  | 1  | 4  | 3  | 1   |
| Uruguay  | 4   | 3  | 1  | 1  | 1  | 3  | 4  | -1  |
| Jordania | 1   | 3  | 0  | 1  | 2  | 3  | 6  | -3  |

| 1 de julio de 2007, 17:15 | Jordania  | 1:1 (1:1) | Zambia          | Estadio Swangard, Burnaby                                                 |                                                                           |
|                           | Salim 41' | Reporte   | Tembo 8' (pen.) | Asistencia: 10.000 espectadores Árbitro(s): Terry Vaughn (Estados Unidos) | Asistencia: 10.000 espectadores Árbitro(s): Terry Vaughn (Estados Unidos) |

| 1 de julio de 2007, 20:00 | España                   | 2:2 (0:0) | Uruguay                 | Estadio Swangard, Burnaby                                             |                                                                       |
|                           | Adrián 71' · Capel 90+3' | Reporte   | Cavani 47' · Suárez 56' | Asistencia: 10.000 espectadores Árbitro(s): Wolfgang Stark (Alemania) | Asistencia: 10.000 espectadores Árbitro(s): Wolfgang Stark (Alemania) |

| 4 de julio de 2007, 20:00 | Uruguay    | 1:0 (1:0) | Jordania | Estadio Swangard, Burnaby                                                 |                                                                           |
|                           | Cavani 40' | Reporte   |          | Asistencia: 10.000 espectadores Árbitro(s): Peter O'Leary (Nueva Zelanda) | Asistencia: 10.000 espectadores Árbitro(s): Peter O'Leary (Nueva Zelanda) |

| 4 de julio de 2007, 22:45 | Zambia    | 1:2 (0:2) | España                             | Estadio Swangard, Burnaby                                             |                                                                       |
|                           | Njovu 74' | Reporte   | Mario Suárez 30' (pen.) · Mata 40' | Asistencia: 10.000 espectadores Árbitro(s): Germán Arredondo (México) | Asistencia: 10.000 espectadores Árbitro(s): Germán Arredondo (México) |

| 7 de julio de 2007, 17:15 | España                            | 4:2 (3:0) | Jordania                  | Estadio Swangard, Burnaby                                                |                                                                          |
|                           | Adrián 29', 32', 38' · Marcos 79' | Reporte   | Al Zaideh 48' · Salim 56' | Asistencia: 10.000 espectadores Árbitro(s): Hernando Buitrago (Colombia) | Asistencia: 10.000 espectadores Árbitro(s): Hernando Buitrago (Colombia) |

| 7 de julio de 2007, 17:15 | Uruguay | 0:2 (0:1) | Zambia                        | Royal Athletic Park, Victoria                                       |                                                                     |
|                           |         | Reporte   | Mulenga 22' (pen.) · Kola 51' | Asistencia: 11.500 espectadores Árbitro(s): Martin Hansson (Suecia) | Asistencia: 11.500 espectadores Árbitro(s): Martin Hansson (Suecia) |

### Grupo C
| Equipo        | Pts | PJ | PG | PE | PP | GF | GC | Dif |
| ------------- | --- | -- | -- | -- | -- | -- | -- | --- |
| México        | 9   | 3  | 3  | 0  | 0  | 7  | 2  | 5   |
| Gambia        | 6   | 3  | 2  | 0  | 1  | 3  | 4  | -1  |
| Portugal      | 3   | 3  | 1  | 0  | 2  | 4  | 4  | 0   |
| Nueva Zelanda | 0   | 3  | 0  | 0  | 3  | 1  | 5  | -4  |

| 2 de julio de 2007, 14:15 | Portugal             | 2:0 (1:0) | Nueva Zelanda | Estadio Nacional, Toronto                                                |                                                                          |
|                           | Gama 45', 61' (pen.) | Reporte   |               | Asistencia: 19.526 espectadores Árbitro(s): Hernando Buitrago (Colombia) | Asistencia: 19.526 espectadores Árbitro(s): Hernando Buitrago (Colombia) |

| 2 de julio de 2007, 17:00 | Gambia | 0:3 (0:0) | México                                      | Estadio Nacional, Toronto                                                |                                                                          |
|                           |        | Reporte   | Dos Santos 57' · Moreno 67' · Hernández 89' | Asistencia: 19.526 espectadores Árbitro(s): Ravshan Irmatov (Uzbekistán) | Asistencia: 19.526 espectadores Árbitro(s): Ravshan Irmatov (Uzbekistán) |

| 5 de julio de 2007, 17:00 | Nueva Zelanda | 0:1 (0:1) | Gambia     | Estadio Nacional, Toronto                                              |                                                                        |
|                           |               | Reporte   | Jallow 22' | Asistencia: 11.869 espectadores Árbitro(s): Joel Aguilar (El Salvador) | Asistencia: 11.869 espectadores Árbitro(s): Joel Aguilar (El Salvador) |

| 5 de julio de 2007, 19:45 | México                              | 2:1 (0:0) | Portugal    | Estadio Nacional, Toronto                                            |                                                                      |
|                           | Dos Santos 48' (pen.) · Barrera 66' | Reporte   | Antunes 89' | Asistencia: 19.526 espectadores Árbitro(s): Howard Webb (Inglaterra) | Asistencia: 19.526 espectadores Árbitro(s): Howard Webb (Inglaterra) |

| 8 de julio de 2007, 17:15 | Portugal     | 1:2 (1:1) | Gambia                           | Estadio Olímpico, Montreal                                            |                                                                       |
|                           | Condesso 20' | Reporte   | Jallow 44' (pen.) · Mansally 68' | Asistencia: 28.402 espectadores Árbitro(s): Wolfgang Stark (Alemania) | Asistencia: 28.402 espectadores Árbitro(s): Wolfgang Stark (Alemania) |

| 8 de julio de 2007, 17:15 | Nueva Zelanda | 1:2 (0:1) | México                   | Estadio de la Mancomunidad, Edmonton                                   |                                                                        |
|                           | Pelter 89'    | Reporte   | Bermúdez 24' · Mares 78' | Asistencia: 29.792 espectadores Árbitro(s): Mohammed Benouza (Argelia) | Asistencia: 29.792 espectadores Árbitro(s): Mohammed Benouza (Argelia) |

### Grupo D
| Equipo         | Pts | PJ | PG | PE | PP | GF | GC | Dif |
| -------------- | --- | -- | -- | -- | -- | -- | -- | --- |
| Estados Unidos | 7   | 3  | 2  | 1  | 0  | 9  | 3  | 6   |
| Polonia        | 4   | 3  | 1  | 1  | 1  | 3  | 7  | -4  |
| Brasil         | 3   | 3  | 1  | 0  | 2  | 4  | 5  | -1  |
| Corea del Sur  | 2   | 3  | 0  | 2  | 1  | 4  | 5  | -1  |

| 30 de junio de 2007, 14:15 | Polonia        | 1:0 (1:0) | Brasil | Estadio Olímpico, Montreal                                           |                                                                      |
|                            | Krychowiak 23' | Reporte   |        | Asistencia: 55.800 espectadores Árbitro(s): Howard Webb (Inglaterra) | Asistencia: 55.800 espectadores Árbitro(s): Howard Webb (Inglaterra) |

| 30 de junio de 2007, 17:00 | Corea del Sur | 1:1 (1:1) | Estados Unidos | Estadio Olímpico, Montreal                                             |                                                                        |
|                            | Shin 38'      | Reporte   | Szetela 16'    | Asistencia: 55.800 espectadores Árbitro(s): Joel Aguilar (El Salvador) | Asistencia: 55.800 espectadores Árbitro(s): Joel Aguilar (El Salvador) |

| 3 de julio de 2007, 17:00 | Estados Unidos                                       | 6:1 (3:1) | Polonia    | Estadio Olímpico, Montreal                                          |                                                                     |
|                           | Szetela 9', 51' · Adu 20', 45+3', 85' · Altidore 70' | Reporte   | Janczyk 5' | Asistencia: 35.801 espectadores Árbitro(s): Martin Hansson (Suecia) | Asistencia: 35.801 espectadores Árbitro(s): Martin Hansson (Suecia) |

| 3 de julio de 2007, 19:45 | Brasil                     | 3:2 (1:0) | Corea del Sur       | Estadio Olímpico, Montreal                                          |                                                                     |
|                           | Amaral 35' · Pato 48', 59' | Reporte   | Shim 83' · Shin 89' | Asistencia: 35.801 espectadores Árbitro(s): Viktor Kassai (Hungría) | Asistencia: 35.801 espectadores Árbitro(s): Viktor Kassai (Hungría) |

| 6 de julio de 2007, 19:45 | Brasil           | 1:2 (0:1) | Estados Unidos    | Estadio Frank Clair, Ottawa                                                   |                                                                               |
|                           | Leandro Lima 64' | Reporte   | Altidore 24', 81' | Asistencia: 26.559 espectadores Árbitro(s): Alberto Undiano Mallenco (España) | Asistencia: 26.559 espectadores Árbitro(s): Alberto Undiano Mallenco (España) |

| 6 de julio de 2007, 19:45 | Polonia     | 1:1 (1:0) | Corea del Sur | Estadio Olímpico, Montreal                                               |                                                                          |
|                           | Janczyk 45' | Reporte   | Lee 71'       | Asistencia: 34.912 espectadores Árbitro(s): Enrico Wijngaarde (Suriname) | Asistencia: 34.912 espectadores Árbitro(s): Enrico Wijngaarde (Suriname) |

### Grupo E

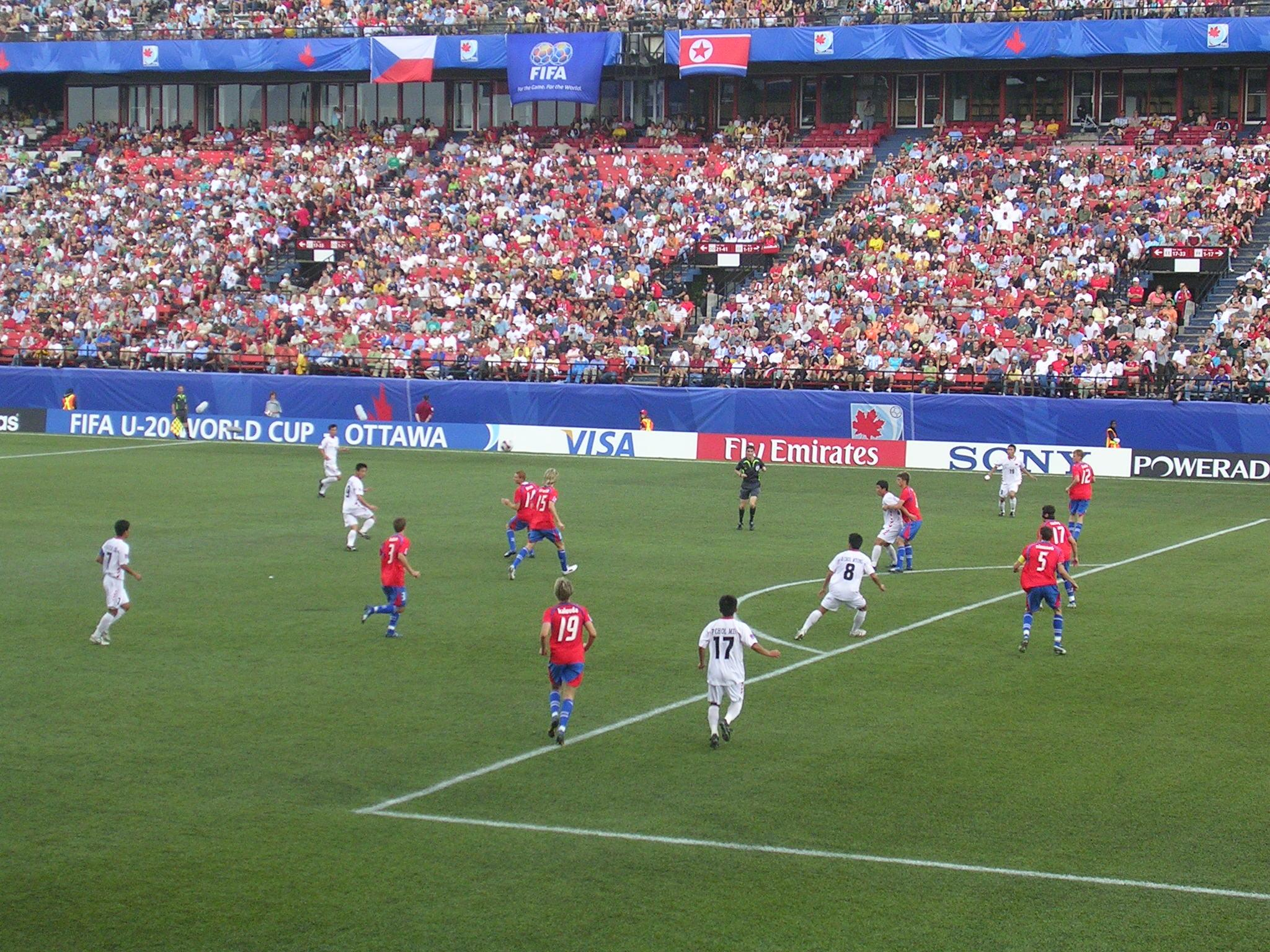
La República Checa juega contra Corea del Norte en el Estadio Frank Clair en Ottawa el 3 de julio de 2007.

| Equipo          | Pts | PJ | PG | PE | PP | GF | GC | Dif |
| --------------- | --- | -- | -- | -- | -- | -- | -- | --- |
| Argentina       | 7   | 3  | 2  | 1  | 0  | 7  | 0  | 7   |
| República Checa | 5   | 3  | 1  | 2  | 0  | 4  | 3  | 1   |
| Corea del Norte | 2   | 3  | 0  | 2  | 1  | 2  | 3  | -1  |
| Panamá          | 1   | 3  | 0  | 1  | 2  | 1  | 8  | -7  |

| 30 de junio de 2007, 16:30 | Corea del Norte | 0:0     | Panamá | Estadio Frank Clair, Ottawa                                           |                                                                       |
|                            |                 | Reporte |        | Asistencia: 26.559 espectadores Árbitro(s): Mohamed Benouza (Argelia) | Asistencia: 26.559 espectadores Árbitro(s): Mohamed Benouza (Argelia) |

| 30 de junio de 2007, 19:15 | Argentina | 0:0     | República Checa | Estadio Frank Clair, Ottawa                                         |                                                                     |
|                            |           | Reporte |                 | Asistencia: 26.559 espectadores Árbitro(s): Martin Hansson (Suecia) | Asistencia: 26.559 espectadores Árbitro(s): Martin Hansson (Suecia) |

| 3 de julio de 2007, 17:00 | República Checa         | 2:2 (0:1) | Corea del Norte                          | Estadio Frank Clair, Ottawa                                                   |                                                                               |
|                           | Kalouda 56' · Fenin 66' | Reporte   | Kim Kum-il 12' · Kwang Ik-jon 89' (pen.) | Asistencia: 22.200 espectadores Árbitro(s): Alberto Undiano Mallenco (España) | Asistencia: 22.200 espectadores Árbitro(s): Alberto Undiano Mallenco (España) |

| 3 de julio de 2007, 19:45 | Panamá | 0:6 (0:4) | Argentina                                                      | Estadio Frank Clair, Ottawa                                                  |                                                                              |
|                           |        | Reporte   | Morález 20', 27' · Zárate 23' · Agüero 25', 62' · Di María 76' | Asistencia: 23.500 espectadores Árbitro(s): Subkhiddin Mohd Salleh (Malasia) | Asistencia: 23.500 espectadores Árbitro(s): Subkhiddin Mohd Salleh (Malasia) |

| 6 de julio de 2007, 17:00 | República Checa            | 2:1 (0:0) | Panamá       | Estadio Olímpico, Montreal                                          |                                                                     |
|                           | Kalouda 79' · Streštík 82' | Reporte   | Barahona 84' | Asistencia: 34.912 espectadores Árbitro(s): Steven Depiero (Canadá) | Asistencia: 34.912 espectadores Árbitro(s): Steven Depiero (Canadá) |

| 6 de julio de 2007, 17:00 | Argentina  | 1:0 (1:0) | Corea del Norte | Estadio Frank Clair, Ottawa                                         |                                                                     |
|                           | Agüero 35' | Reporte   |                 | Asistencia: 26.559 espectadores Árbitro(s): Viktor Kassai (Hungría) | Asistencia: 26.559 espectadores Árbitro(s): Viktor Kassai (Hungría) |

### Grupo F
| Equipo     | Pts | PJ | PG | PE | PP | GF | GC | Dif |
| ---------- | --- | -- | -- | -- | -- | -- | -- | --- |
| Japón      | 7   | 3  | 2  | 1  | 0  | 4  | 1  | 3   |
| Nigeria    | 7   | 3  | 2  | 1  | 0  | 3  | 0  | 3   |
| Costa Rica | 3   | 3  | 1  | 0  | 2  | 2  | 3  | -1  |
| Escocia    | 0   | 3  | 0  | 0  | 3  | 2  | 7  | -5  |

| 1 de julio de 2007, 17:15 | Japón                                    | 3:1 (1:0) | Escocia      | Royal Athletic Park, Victoria                                         |                                                                       |
|                           | Morishima 43' · Umezaki 57' · Aoyama 79' | Reporte   | Campbell 82' | Asistencia: 11.500 espectadores Árbitro(s): Germán Arredondo (México) | Asistencia: 11.500 espectadores Árbitro(s): Germán Arredondo (México) |

| 1 de julio de 2007, 20:00 | Nigeria   | 1:0 (0:0) | Costa Rica | Royal Athletic Park, Victoria                                             |                                                                           |
|                           | Ideye 75' | Reporte   |            | Asistencia: 11.500 espectadores Árbitro(s): Peter O'Leary (Nueva Zelanda) | Asistencia: 11.500 espectadores Árbitro(s): Peter O'Leary (Nueva Zelanda) |

| 4 de julio de 2007, 20:00 | Costa Rica | 0:1 (0:0) | Japón      | Royal Athletic Park, Victoria                                         |                                                                       |
|                           |            | Reporte   | Tanaka 67' | Asistencia: 10.500 espectadores Árbitro(s): Wolfgang Stark (Alemania) | Asistencia: 10.500 espectadores Árbitro(s): Wolfgang Stark (Alemania) |

| 4 de julio de 2007, 22:45 | Escocia | 0:2 (0:0) | Nigeria       | Royal Athletic Park, Victoria                                             |                                                                           |
|                           |         | Reporte   | Bala 49', 78' | Asistencia: 10.500 espectadores Árbitro(s): Terry Waughn (Estados Unidos) | Asistencia: 10.500 espectadores Árbitro(s): Terry Waughn (Estados Unidos) |

| 7 de julio de 2007, 20:00 | Japón | 0:0     | Nigeria | Royal Athletic Park, Victoria                                        |                                                                      |
|                           |       | Reporte |         | Asistencia: 11.500 espectadores Árbitro(s): Germán Aredondo (México) | Asistencia: 11.500 espectadores Árbitro(s): Germán Aredondo (México) |

| 7 de julio de 2007, 20:00 | Escocia      | 1:2 (1:0) | Costa Rica                   | Estadio Swangard, Burnaby                                                    |                                                                              |
|                           | Reynolds 18' | Reporte   | Herrera 57' · McDonald 90+2' | Asistencia: 10.000 espectadores Árbitro(s): Subkhiddin Mohd Salleh (Malasia) | Asistencia: 10.000 espectadores Árbitro(s): Subkhiddin Mohd Salleh (Malasia) |

### Mejores terceros puestos
Los cuatro mejores de los terceros puestos avanzan a la segunda ronda.
| Equipo          | Gr | Pts | PJ | PG | PE | PP | GF | GC | Dif |
| --------------- | -- | --- | -- | -- | -- | -- | -- | -- | --- |
| Congo           | A  | 4   | 3  | 1  | 1  | 1  | 3  | 4  | -1  |
| Uruguay         | B  | 4   | 3  | 1  | 1  | 1  | 3  | 4  | -1  |
| Portugal        | C  | 3   | 3  | 1  | 0  | 2  | 4  | 4  | 0   |
| Brasil          | D  | 3   | 3  | 1  | 0  | 2  | 4  | 5  | -1  |
| Costa Rica      | F  | 3   | 3  | 1  | 0  | 2  | 2  | 3  | -1  |
| Corea del Norte | E  | 2   | 3  | 0  | 2  | 1  | 2  | 3  | -1  |

Los emparejamientos de los octavos de final fueron definidos de la siguiente manera:
- Partido 1: 2.° del grupo A v 2.° del grupo C
- Partido 2: 1.° del grupo D v 3.° del grupo B/E/F
- Partido 3: 1.° del grupo B v 3.° del grupo A/C/D
- Partido 4: 1.° del grupo F v 2.° del grupo E
- Partido 5: 1.° del grupo E v 2.° del grupo D
- Partido 6: 1.° del grupo C v 3.° del grupo A/B/F
- Partido 7: 1.° del grupo A v 3.° del grupo C/D/E
- Partido 8: 2.° del grupo B v 2.° del grupo F

Los emparejamientos de los partidos 2, 3, 6 y 7 dependen de quienes sean los terceros lugares que se clasifiquen a los octavos de final. La siguiente tabla muestra las diferentes opciones para definir a los rivales de los ganadores de los grupos A, B, C y D.
     – Combinación que se dio en esta edición.
| Si los 4 mejores terceros son de los grupos: | El 1.° del grupo A juega con: | El 1.° del grupo B juega con: | El 1.° del grupo C juega con: | El 1.° del grupo D juega con: |
| -------------------------------------------- | ----------------------------- | ----------------------------- | ----------------------------- | ----------------------------- |
| A, B, C y D                                  | 3.° del grupo C               | 3.° del grupo D               | 3.° del grupo A               | 3.° del grupo B               |
| A, B, C y E                                  | 3.° del grupo C               | 3.° del grupo A               | 3.° del grupo B               | 3.° del grupo E               |
| A, B, C y F                                  | 3.° del grupo C               | 3.° del grupo A               | 3.° del grupo B               | 3.° del grupo F               |
| A, B, D y E                                  | 3.° del grupo D               | 3.° del grupo A               | 3.° del grupo B               | 3.° del grupo E               |
| A, B, D y F                                  | 3.° del grupo D               | 3.° del grupo A               | 3.° del grupo B               | 3.° del grupo F               |
| A, B, E y F                                  | 3.° del grupo E               | 3.° del grupo A               | 3.° del grupo B               | 3.° del grupo F               |
| A, C, D y E                                  | 3.° del grupo C               | 3.° del grupo D               | 3.° del grupo A               | 3.° del grupo E               |
| A, C, D y F                                  | 3.° del grupo C               | 3.° del grupo D               | 3.° del grupo A               | 3.° del grupo F               |
| A, C, E y F                                  | 3.° del grupo C               | 3.° del grupo A               | 3.° del grupo F               | 3.° del grupo E               |
| A, D, E y F                                  | 3.° del grupo D               | 3.° del grupo A               | 3.° del grupo F               | 3.° del grupo E               |
| B, C, D y E                                  | 3.° del grupo C               | 3.° del grupo D               | 3.° del grupo B               | 3.° del grupo E               |
| B, C, D y F                                  | 3.° del grupo C               | 3.° del grupo D               | 3.° del grupo B               | 3.° del grupo F               |
| B, C, E y F                                  | 3.° del grupo E               | 3.° del grupo C               | 3.° del grupo B               | 3.° del grupo F               |
| B, D, E y F                                  | 3.° del grupo E               | 3.° del grupo D               | 3.° del grupo B               | 3.° del grupo F               |
| C, D, E y F                                  | 3.° del grupo C               | 3.° del grupo D               | 3.° del grupo F               | 3.° del grupo E               |

## Segunda fase
|  | Octavos de final      | Octavos de final |                      |                | Cuartos de final | Cuartos de final |  |         | Semifinales      | Semifinales      |         |                 | Final        | Final       |  |
|  | 11 y 12 de julio      | 11 y 12 de julio |                      |                | 14 y 15 de julio | 14 y 15 de julio |  |         | 18 y 19 de julio | 18 y 19 de julio |         |                 | 22 de julio  | 22 de julio |  |
|  |                       |                  |                      |                |                  |                  |  |         |                  |                  |         |                 |              |             |  |
|  |                       |                  |                      |                |                  |                  |  |         |                  |                  |         |                 |              |             |  |
|  | Austria               | 2                |                      |                |                  |                  |  |         |                  |                  |         |                 |              |             |  |
|  | Austria               | 2                |                      |                |                  |                  |  |         |                  |                  |         |                 |              |             |  |
|  | Gambia                | 1                |                      |                |                  |                  |  |         |                  |                  |         |                 |              |             |  |
|  | Gambia                | 1                |                      | Austria (t.s.) | 2                |                  |  |         |                  |                  |         |                 |              |             |  |
|  |                       |                  |                      | Austria (t.s.) | 2                |                  |  |         |                  |                  |         |                 |              |             |  |
|  |                       |                  | Estados Unidos       | 1              |                  |                  |  |         |                  |                  |         |                 |              |             |  |
|  | Estados Unidos (t.s.) | 2                | Estados Unidos       | 1              |                  |                  |  |         |                  |                  |         |                 |              |             |  |
|  | Estados Unidos (t.s.) | 2                |                      |                |                  |                  |  |         |                  |                  |         |                 |              |             |  |
|  | Uruguay               | 1                |                      |                |                  |                  |  |         |                  |                  |         |                 |              |             |  |
|  | Uruguay               | 1                |                      |                |                  |                  |  | Austria | 0                |                  |         |                 |              |             |  |
|  |                       |                  |                      |                |                  |                  |  | Austria | 0                |                  |         |                 |              |             |  |
|  |                       |                  | República Checa      | 2              |                  |                  |  |         |                  |                  |         |                 |              |             |  |
|  | España (t.s.)         | 4                | República Checa      | 2              |                  |                  |  |         |                  |                  |         |                 |              |             |  |
|  | España (t.s.)         | 4                |                      |                |                  |                  |  |         |                  |                  |         |                 |              |             |  |
|  | Brasil                | 2                |                      |                |                  |                  |  |         |                  |                  |         |                 |              |             |  |
|  | Brasil                | 2                |                      | España         | 1 (3)            |                  |  |         |                  |                  |         |                 |              |             |  |
|  |                       |                  |                      | España         | 1 (3)            |                  |  |         |                  |                  |         |                 |              |             |  |
|  |                       |                  | República Checa (p.) | 1 (4)          |                  |                  |  |         |                  |                  |         |                 |              |             |  |
|  | Japón                 | 2 (3)            | República Checa (p.) | 1 (4)          |                  |                  |  |         |                  |                  |         |                 |              |             |  |
|  | Japón                 | 2 (3)            |                      |                |                  |                  |  |         |                  |                  |         |                 |              |             |  |
|  | República Checa (p.)  | 2 (4)            |                      |                |                  |                  |  |         |                  |                  |         |                 |              |             |  |
|  | República Checa (p.)  | 2 (4)            |                      |                |                  |                  |  |         |                  |                  |         | República Checa | 1            |             |  |
|  |                       |                  |                      |                |                  |                  |  |         |                  |                  |         | República Checa | 1            |             |  |
|  |                       |                  | Argentina            | 2              |                  |                  |  |         |                  |                  |         |                 |              |             |  |
|  | Chile                 | 1                | Argentina            | 2              |                  |                  |  |         |                  |                  |         |                 |              |             |  |
|  | Chile                 | 1                |                      |                |                  |                  |  |         |                  |                  |         |                 |              |             |  |
|  | Portugal              | 0                |                      |                |                  |                  |  |         |                  |                  |         |                 |              |             |  |
|  | Portugal              | 0                |                      | Chile (t.s.)   | 4                |                  |  |         |                  |                  |         |                 |              |             |  |
|  |                       |                  |                      | Chile (t.s.)   | 4                |                  |  |         |                  |                  |         |                 |              |             |  |
|  |                       |                  | Nigeria              | 0              |                  |                  |  |         |                  |                  |         |                 |              |             |  |
|  | Zambia                | 1                | Nigeria              | 0              |                  |                  |  |         |                  |                  |         |                 |              |             |  |
|  | Zambia                | 1                |                      |                |                  |                  |  |         |                  |                  |         |                 |              |             |  |
|  | Nigeria               | 2                |                      |                |                  |                  |  |         |                  |                  |         |                 |              |             |  |
|  | Nigeria               | 2                |                      |                |                  |                  |  | Chile   | 0                |                  |         |                 |              |             |  |
|  |                       |                  |                      |                |                  |                  |  | Chile   | 0                |                  |         |                 |              |             |  |
|  |                       |                  | Argentina            | 3              |                  |                  |  |         |                  |                  |         |                 |              |             |  |
|  | Argentina             | 3                | Argentina            | 3              |                  |                  |  |         |                  |                  |         |                 |              |             |  |
|  | Argentina             | 3                |                      |                |                  |                  |  |         |                  |                  |         |                 |              |             |  |
|  | Polonia               | 1                |                      |                |                  |                  |  |         |                  |                  |         |                 |              |             |  |
|  | Polonia               | 1                |                      | Argentina      | 1                |                  |  |         |                  |                  |         | Tercer lugar    | Tercer lugar |             |  |
|  |                       |                  |                      | Argentina      | 1                |                  |  |         |                  |                  |         | Tercer lugar    | Tercer lugar |             |  |
|  |                       |                  | México               | 0              |                  |                  |  |         |                  |                  |         |                 |              |             |  |
|  | México                | 3                | México               | 0              |                  |                  |  |         |                  |                  | Austria | 0               |              |             |  |
|  | México                | 3                |                      |                |                  |                  |  |         |                  |                  | Austria | 0               |              |             |  |
|  | Congo                 | 0                |                      |                |                  |                  |  |         |                  |                  |         |                 | Chile        | 1           |  |
|  | Congo                 | 0                |                      |                |                  |                  |  |         |                  |                  |         |                 | Chile        | 1           |  |
|  |                       |                  |                      |                |                  |                  |  |         |                  |                  |         |                 |              |             |  |

### Octavos de final
| 11 de julio de 2007 | Austria                  | 2:1 (1:0) | Gambia    | Estadio de la Mancomunidad, Edmonton                        |                                                             |
| 19:45               | Prödl 45+1' · Hoffer 81' | Reporte   | Gómez 69' | Asistencia: 18.721 espectadores Árbitro(s): Mohamed Benouza | Asistencia: 18.721 espectadores Árbitro(s): Mohamed Benouza |

| 11 de julio de 2007 | Estados Unidos                      | 2:1 (1:1, 0:0) (t. s.) | Uruguay    | Estadio Nacional, Toronto                                   |                                                             |
| 19:45               | Cardaccio 87' (a.g.) · Bradley 107' | Reporte                | Suárez 73' | Asistencia: 19.526 espectadores Árbitro(s): Ravshan Irmatov | Asistencia: 19.526 espectadores Árbitro(s): Ravshan Irmatov |

| 11 de julio de 2007 | España                                                   | 4:2 (2:2, 1:2) (t. s.) | Brasil                      | Estadio Swangard, Burnaby                                  |                                                            |
| 23:15               | Piqué 43' · Javi García 84' · Bueno 102' · Adrián 120+1' | Reporte                | Leandro Lima 39' · Pato 41' | Asistencia: 10.000 espectadores Árbitro(s): Martin Hansson | Asistencia: 10.000 espectadores Árbitro(s): Martin Hansson |

| 11 de julio de 2007 | Japón                                          | 2:2 (2:2, 2:0) (t. s.)(3:4 p.) | República Checa                             | Royal Athletic Park, Victoria                                 |                                                               |
| 23:15               | Makino 22' · Morishima 47' (pen.)              | Reporte                        | Kúdela 74' (pen.) · Mareš 77' (pen.)        | Asistencia: 11.500 espectadores Árbitro(s): Hernando Buitrago | Asistencia: 11.500 espectadores Árbitro(s): Hernando Buitrago |
|                     |                                                | Tiros desde el punto penal     |                                             |                                                               |                                                               |
|                     | Yasuda · Aoki · Makino · Morishima · Kashiwagi |                                | Fenin · Kúdela · Suchý · Pekhart · Okleštěk |                                                               |                                                               |

| 12 de julio de 2007 | Zambia   | 1:2 (1:1) | Nigeria                     | Estadio Frank Clair, Ottawa                                |                                                            |
| 16:45               | Kola 33' | Reporte   | Echiejile 3' · Akabueze 57' | Asistencia: 22.531 espectadores Árbitro(s): Wolfgang Stark | Asistencia: 22.531 espectadores Árbitro(s): Wolfgang Stark |

| 12 de julio de 2007 | Argentina                        | 3:1 (2:1) | Polonia     | Estadio Nacional, Toronto                                |                                                          |
| 16:45               | Di María 40' · Agüero 45+1', 86' | Reporte   | Janckyk 33' | Asistencia: 19.526 espectadores Árbitro(s): Joel Aguilar | Asistencia: 19.526 espectadores Árbitro(s): Joel Aguilar |

| 12 de julio de 2007 | Chile     | 1:0 (1:0) | Portugal | Estadio de la Mancomunidad, Edmonton                               |                                                                    |
| 19:45               | Vidal 45' | Reporte   |          | Asistencia: 24.687 espectadores Árbitro(s): Subkhiddin Mohd Salleh | Asistencia: 24.687 espectadores Árbitro(s): Subkhiddin Mohd Salleh |

| 12 de julio de 2007 | México                                              | 3:0 (1:0) | Congo | Estadio Olímpico, Montreal                                |                                                           |
| 19:45               | Dos Santos 23' (pen.) · Esparza 85' · Barrera 90+4' | Reporte   |       | Asistencia: 40.204 espectadores Árbitro(s): Viktor Kassai | Asistencia: 40.204 espectadores Árbitro(s): Viktor Kassai |

### Cuartos de final
| 14 de julio de 2007 | Austria                  | 2:1 (1:1, 1:1) (t. s.) | Estados Unidos | Estadio Nacional, Toronto                                  |                                                            |
| 14:15               | Okotie 43' · Hoffer 105' | Reporte                | Altidore 15'   | Asistencia: 19.526 espectadores Árbitro(s): Martin Hansson | Asistencia: 19.526 espectadores Árbitro(s): Martin Hansson |

| 14 de julio de 2007 | España                                          | 1:1 (0:0, 0:0) (t. s.)(3:4 p.) | República Checa                  | Estadio de la Mancomunidad, Edmonton                        |                                                             |
| 19:45               | Mata 110'                                       | Reporte                        | Kalouda 103'                     | Asistencia: 26.801 espectadores Árbitro(s): Ravshan Irmatov | Asistencia: 26.801 espectadores Árbitro(s): Ravshan Irmatov |
|                     |                                                 | Tiros desde el punto penal     |                                  |                                                             |                                                             |
|                     | Mata · Adrián G. · Valiente · J. García · Piqué |                                | Fenin · Suchý · Kúdela · Pekhart |                                                             |                                                             |

| 15 de julio de 2007 | Chile                                                     | 4:0 (0:0, 0:0) (t. s.) | Nigeria | Estadio Olímpico, Montreal                              |                                                         |
| 14:15               | Grondona 96' · Isla 114' (pen.), 118' · Vidangossy 120+2' | Reporte                |         | Asistencia: 46.252 espectadores Árbitro(s): Howard Webb | Asistencia: 46.252 espectadores Árbitro(s): Howard Webb |

| 15 de julio de 2007 | Argentina   | 1:0 (1:0) | México | Estadio Frank Clair, Ottawa                                          |                                                                      |
| 19:45               | Morález 45' | Reporte   |        | Asistencia: 26.529 espectadores Árbitro(s): Alberto Undiano Mallenco | Asistencia: 26.529 espectadores Árbitro(s): Alberto Undiano Mallenco |

### Semifinales
| 18 de julio de 2007 | Austria | 0:2 (0:2) | República Checa       | Estadio de la Mancomunidad, Edmonton                    |                                                         |
| 19:45               |         | Reporte   | Mičola 4' · Fenin 15' | Asistencia: 28.401 espectadores Árbitro(s): Howard Webb | Asistencia: 28.401 espectadores Árbitro(s): Howard Webb |

| 19 de julio de 2007 | Chile | 0:3 (0:1) | Argentina                                | Estadio Nacional, Toronto                                  |                                                            |
| 19:45               |       | Reporte   | Di María 16' · Yacob 65' · Morález 90+3' | Asistencia: 19.526 espectadores Árbitro(s): Wolfgang Stark | Asistencia: 19.526 espectadores Árbitro(s): Wolfgang Stark |

### Tercer lugar
| 22 de julio de 2007 | Austria | 0:1 (0:1) | Chile          | Estadio Nacional, Toronto                                  |                                                            |
| 12:15               |         | Reporte   | Martínez 45+1' | Asistencia: 19.526 espectadores Árbitro(s): Martin Hansson | Asistencia: 19.526 espectadores Árbitro(s): Martin Hansson |

### Final
| 22 de julio de 2007 | República Checa | 1:2 (0:0) | Argentina               | Estadio Nacional, Toronto                                            |                                                                      |
| 15:15               | Fenin 60'       | Reporte   | Agüero 62' · Zárate 86' | Asistencia: 19.526 espectadores Árbitro(s): Alberto Undiano Mallenco | Asistencia: 19.526 espectadores Árbitro(s): Alberto Undiano Mallenco |

|                              |
| Bandera de Argentina         |
| Campeón Argentina 6.º título |

## Estadísticas

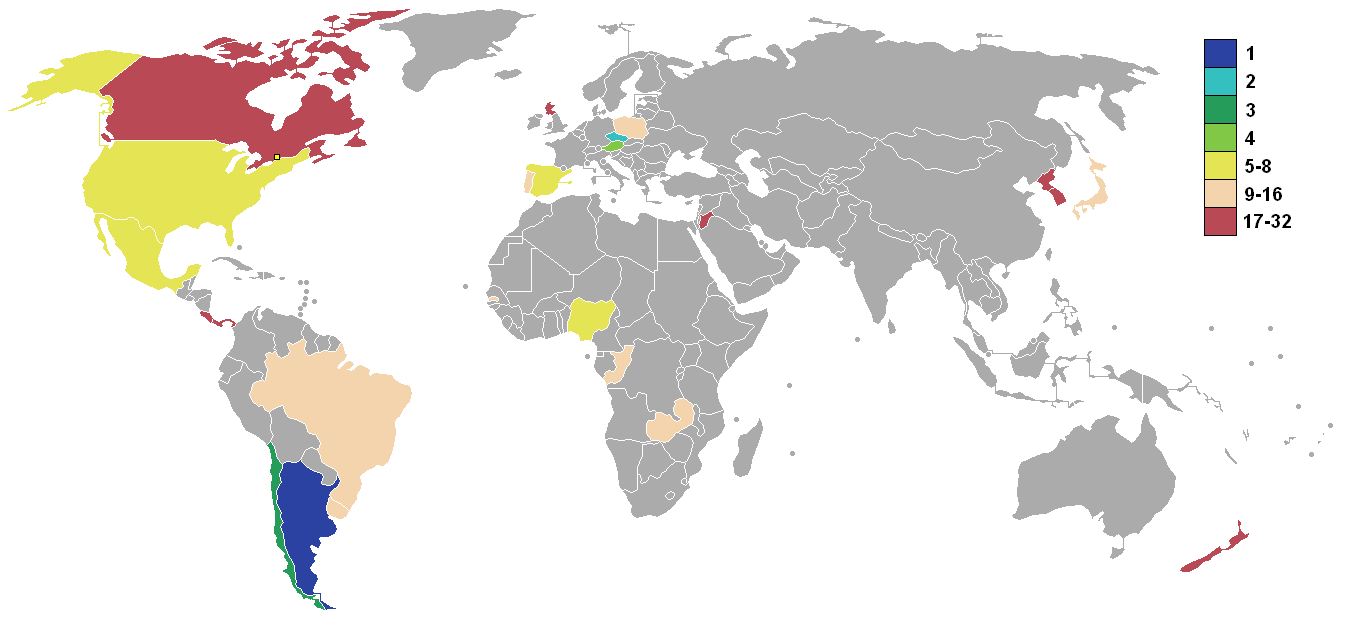
Mapa de los resultados

| Equipo | Equipo          | Pts | PJ | PG | PE | PP | GF | GC | Dif | Rend  |
| ------ | --------------- | --- | -- | -- | -- | -- | -- | -- | --- | ----- |
| 1      | Argentina       | 19  | 7  | 6  | 1  | 0  | 16 | 2  | 14  | 90,5% |
| 2      | República Checa | 10  | 7  | 2  | 4  | 1  | 10 | 8  | 2   | 47,6% |
| 3      | Chile           | 16  | 7  | 5  | 1  | 1  | 12 | 3  | 9   | 76,2% |
| 4      | Austria         | 11  | 7  | 3  | 2  | 2  | 6  | 6  | 0   | 52,4% |
| 5      | México          | 12  | 5  | 4  | 0  | 1  | 10 | 3  | 7   | 80,0% |
| 6      | España          | 11  | 5  | 3  | 2  | 0  | 13 | 8  | 5   | 73,3% |
| 7      | Estados Unidos  | 10  | 5  | 3  | 1  | 1  | 12 | 6  | 6   | 66,7% |
| 8      | Nigeria         | 10  | 5  | 3  | 1  | 1  | 5  | 5  | 0   | 66,7% |
| 9      | Japón           | 8   | 4  | 2  | 2  | 0  | 6  | 3  | 3   | 66,7% |
| 10     | Gambia          | 6   | 4  | 2  | 0  | 2  | 4  | 6  | -2  | 50,0% |
| 11     | Zambia          | 4   | 4  | 1  | 1  | 2  | 5  | 5  | 0   | 33,3% |
| 12     | Uruguay         | 4   | 4  | 1  | 1  | 2  | 4  | 6  | -2  | 33,3% |
| 13     | Congo           | 4   | 4  | 1  | 1  | 2  | 3  | 7  | -4  | 33,3% |
| 14     | Polonia         | 4   | 4  | 1  | 1  | 2  | 4  | 10 | -6  | 33,3% |
| 15     | Portugal        | 3   | 4  | 1  | 0  | 3  | 4  | 5  | -1  | 25,0% |
| 16     | Brasil          | 3   | 4  | 1  | 0  | 3  | 6  | 9  | -3  | 25,0% |
| 17     | Costa Rica      | 3   | 3  | 1  | 0  | 2  | 2  | 3  | -1  | 33,3% |
| 18     | Corea del Sur   | 2   | 3  | 0  | 2  | 1  | 4  | 5  | -1  | 22,2% |
| 19     | Corea del Norte | 2   | 3  | 0  | 2  | 1  | 2  | 3  | -1  | 22,2% |
| 20     | Jordania        | 1   | 3  | 0  | 1  | 2  | 3  | 6  | -3  | 11,1% |
| 21     | Panamá          | 1   | 3  | 0  | 1  | 2  | 1  | 8  | -7  | 11,1% |
| 22     | Nueva Zelanda   | 0   | 3  | 0  | 0  | 3  | 1  | 5  | -4  | 0,0%  |
| 23     | Escocia         | 0   | 3  | 0  | 0  | 3  | 2  | 7  | -5  | 0,0%  |
| 24     | Canadá          | 0   | 3  | 0  | 0  | 3  | 0  | 6  | -6  | 0,0%  |

## Premios y reconocimientos

### Bota de oro
Como es tradición, el jugador que convirtió la mayor cantidad de goles (GF) durante el torneo recibió el Premio Bota de Oro, mientras que aquellos que quedaran en segunda y tercera posición recibirían la Bota de Plata y la Bota de Bronce, respectivamente. En caso de existir una igualdad en esa cantidad, se realizó desempate mediante la cantidad de asistencias (AST). En caso de proseguir el empate, se haría acreedor del premio quien hubiese jugado la menor cantidad de minutos durante el torneo (MIN).
En esta edición del torneo, el ganador fue el argentino Sergio Agüero al convertir 6 tantos. El segundo y tercer lugar fueron para el español Adrián López y el argentino Maximiliano Morález, respectivamente. Morález tenía 4 anotaciones al igual que el estadounidense Jozy Altidore, pero el sudamericano tuvo una mayor cantidad de asistencias.

| Jugador             | Selección       | GF | AST | MIN |
| ------------------- | --------------- | -- | --- | --- |
| Sergio Agüero       | Argentina       | 6  | 3   | 605 |
| Adrián López        | España          | 5  | 0   | 418 |
| Maximiliano Morález | Argentina       | 4  | 3   | 602 |
| Jozy Altidore       | Estados Unidos  | 4  | 0   | 429 |
| Ángel Di María      | Argentina       | 3  | 2   | 255 |
| Freddy Adu          | Estados Unidos  | 3  | 2   | 510 |
| Lubos Kalouda       | República Checa | 3  | 1   | 580 |
| Dawid Janczyk       | Polonia         | 3  | 0   | 336 |
| Giovani Dos Santos  | México          | 3  | 0   | 350 |
| Alexandre Pato      | Brasil          | 3  | 0   | 371 |
| Erwin Hoffer        | Austria         | 3  | 0   | 389 |
| Danny Szetela       | Estados Unidos  | 3  | 0   | 415 |
| Martin Fenin        | República Checa | 3  | 0   | 679 |

### Balón de oro
El Premio Balón de Oro adidas es entregado por la FIFA al mejor jugador del torneo. Para esto, el Grupo de Estudios Técnicos de la FIFA eligió a 27 candidatos de los diferentes equipos participantes, los que fueron anunciados el 20 de julio. Los periodistas acreditados eligieron al ganador de los balones de oro, plata y bronce para los tres mejores jugadores del campeonato, los que fueron anunciados durante la ceremonia de premiación tras la final del 22 de julio.
Argentina fue el país con más jugadores nominados, totalizando 6 entre los que se encontraban los eventuales ganadores de los dos premios mayores, Sergio Agüero y Maximiliano Morález. Su vecino, Chile, le siguió con cinco jugadores destacando su arquero, Cristopher Toselli. México tuvo dos nominados, incluyendo Giovani dos Santos que ganó el Balón de Bronce. Tres nominados alcanzó España, mientras Uruguay y los vicecampeones de la República Checa tuvieron un seleccionado.

| Jugador            | Selección |
| ------------------ | --------- |
| Sergio Agüero      | Argentina |
| Maxi Morález       | Argentina |
| Giovani dos Santos | México    |

| Porteros                          | Defensores                                                                                  | Mediocampistas | Delanteros |
| --------------------------------- | ------------------------------------------------------------------------------------------- | --- | --- |
| Christopher Toselli Sergio Romero | Federico Fazio Gerard Piqué Hans Martínez Luisão Matías Cahais Omar Esparza Sebastian Prödl | Arturo Vidal Bruno Gama Éver Banega Mathías Cardaccio Marek Suchý Maximiliano Morález Michael Bradley Oladapo Olufemi Sebastian Mwanza | Adrián López Alexandre Pato Alexis Sánchez Dawid Janczyk Diego Capel Freddy Adu Giovani Dos Santos Mathías Vidangossy Sergio Agüero |